# Vicenç Grossi
Vincenç Grossi (Cremona, 1845 - 1917) fou un sacerdot italià catòlic fundador de les Filles de l'Oratori.
Pau VI el va beatificar l'1 de novembre de 1975. Va ser canonitzat pel papa Francesc com a sant de l'Església Catòlica Romana el 18 d'octubre de 2015.

## Biografia
Era el més petit de set germans. Els seus pares es deien Baldassare Grossi i Maddalena Capellini. Fou batejat el mateix dia de néixer. La seva mare li va ensenyar a pregar i el seu pare a treballar.
Després de fer la primera comunió, va anunciar a la seva família que volia ser sacerdot. En un principi el seu pare es resistí a que entrés al seminari, però després ho va acceptar. Malgrat això, es va veure obligat a ajornar els seus plans per motius familiars, de manera que va treballar al molí del seu pare durant un temps. Va entrar al seminari el 4 de novembre de 1864 i va començar els seus estudis per al sacerdoci a Cremona. Va ser ordenat sacerdot el 22 de maig de 1869. Va estar destinat com a rector de Regona i Vicobellignano el 1873 i el 1883 respectivament, on es va dedicar als pobres.
Va fundar les Filles de l'Oratori el 1885 i va assegurar que l'ordre es guiava per les regles de sant Felip Neri. Es va centrar en la divulgació juvenil i en acompanyar els joves en la fe catòlica. L'Oratori es va dedicar especialment als joves. Va escollir una vida de pobresa i es va fer molt conegut pel seu treball amb nens i per les seves habilitats de predicació.
Va morir el 7 de novembre de 1917 als 72 anys, pronunciant les paraules: "el camí està obert, hi hem d'anar".

## Canonització
El procés de canonització es va iniciar el 2 d'abril de 1954 amb Pius XII, que li va atorgar el títol de Servent de Déu. Pau VI reconèixer la seva vida de virtut heroica i el va proclamar Venerable el 10 de maig de 1973. Es va investigar un miracle atribuït a la seva intercessió i es va validar. Pau VI va aprovar el miracle i va celebrar la beatificació l'1 de novembre de 1975.
Es va investigar un segon miracle atribuït a la seva intercessió i es va validar el 15 d'octubre de 2011. El consell mèdic amb seu a Roma va aprovar el miracle després de la discussió sobre la curació el 20 de novembre de 2014 i el va transmetre als teòlegs que també van donar a conèixer la seva aprovació com a miracle. El 5 de maig de 2015, el Papa Francesc va aprovar el miracle, que li va permetria ser canonitzat. Grossi va ser canonitzat com a sant el 18 d'octubre de 2015.